# Titularbistum Mutia
Mutia (ital.: Muzia) ist ein Titularbistum der römisch-katholischen Kirche.
Es geht zurück auf ein ehemaliges Bistum in der gleichnamigen antiken Stadt in der römischen Provinz Byzacena bzw. Africa proconsularis in der Sahelregion von Tunesien.
| Titularbischöfe von Mutia |                         |                                                            |                   |                  |
| Nr.                       | Name                    | Amt                                                        | von               | bis              |
| 1                         | José Guerra Campos      | Weihbischof in Madrid (Spanien)                            | 15. Juni 1964     | 13. April 1973   |
| 2                         | Rafael Bellido Caro     | Weihbischof in Sevilla (Spanien)                           | 29. November 1973 | 3. März 1980     |
| 3                         | Alfredo Noriega Arce SJ | Weihbischof in Lima (Peru)                                 | 26. April 1980    | 26. Juni 1993    |
| 4                         | Jésus Rocha             | Weihbischof in Brasilia (Brasilien)                        | 1. Dezember 1993  | 20. Oktober 2004 |
| 5                         | Edson de Castro Homem   | Weihbischof in São Sebastião do Rio de Janeiro (Brasilien) | 16. Februar 2005  | 6. Mai 2015      |